# Alupka

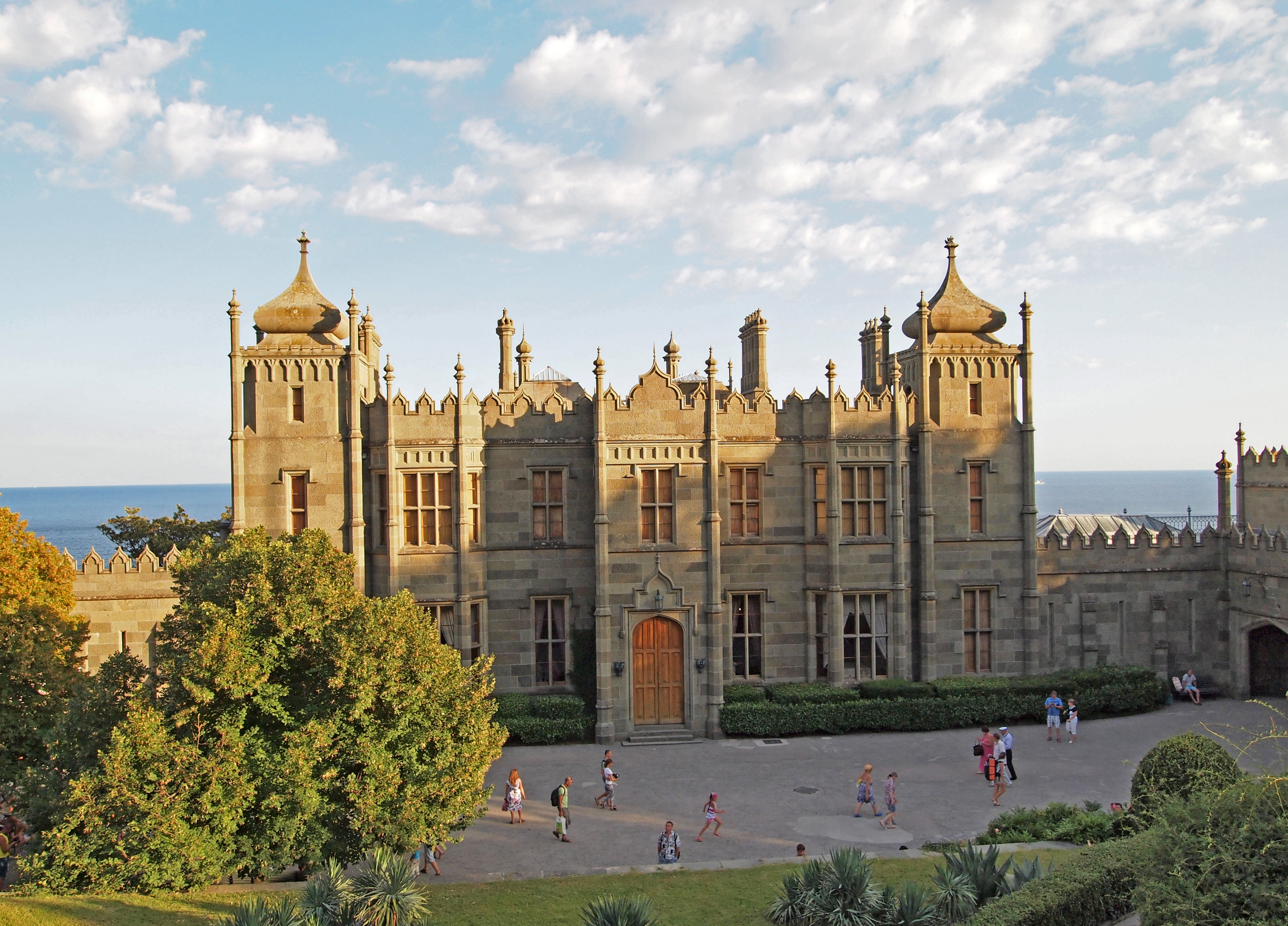
Woronzow-Palast

Alupka (ukrainisch und russisch Алупка; krimtatarisch Alupka) ist eine Stadt in der Ukraine an der subtropischen Südküste der Halbinsel Krim im Schwarzen Meer mit 8600 Einwohnern, rund 17 km von Jalta entfernt. Die Luft ist hier besonders rein und angenehm, da viele Kiefern außerhalb der Ortschaft wachsen. Deshalb spezialisieren sich die Sanatorien von Alupka auf die Behandlung von Atemwegserkrankungen. In Alupka und Umgebung gibt es längs der Küste an die zwei Dutzend staatliche Sanatorien, Erholungsheime, Pensionen und Hotels, wo während des Sommers Tausende Menschen, viele auch aus Russland und Belarus, ihren Urlaub verbringen. Ein Teil der Sanatorien ist das ganze Jahr in Betrieb. Mit öffentlichen Verkehrsmitteln ist Alupka ausschließlich mit Bussen von Jalta aus zu erreichen. In Simferopol (rund 50 km entfernt) gibt es den Anschluss an das Eisenbahnnetz und an einen internationalen Flughafen.

## Geschichte der Ortschaft Alupka
Alupka ist ursprünglich eine alte griechische Siedlung, wobei sich der Name Alupka vom altgriechischen Alepu ‚Fuchs‘ ableitet. Wahrscheinlich wurden an der Stelle des heutigen Alupka viele Füchse gesichtet. Nach den Griechen wurde Alupka byzantinisch. Die erste schriftliche Erwähnung Alupkas erfolgte denn auch im Jahre 960 in einem Dokument des byzantinischen Kaisers Romanos II. Danach wurde Alupka tatarisch. Nach der russischen Eroberung der Krim im Jahre 1783 gehörte Alupka zum Gutsbesitz des Fürsten Potjomkin, der Generalgouverneur von Neurussland und Geliebter von Zarin Katharina der Großen war. Im Jahre 1798 wohnten in Alupka 211 Menschen, hauptsächlich staatliche Bauern.
Im Russischen Kaiserreich gehörte Alupka zum Gouvernement Taurien, das bis Oktober 1921 bestand. Nach der Oktoberrevolution war sie Teil der ASSR der Krim innerhalb der Russischen SFSR.
Durch Beschluss des Obersten Sowjets der UdSSR aus Anlass des 300. Jahrestags des Vertrags von Perejaslaw wurde Alupka zusammen mit der Oblast Krim am 26. April 1954 an die Ukrainische Sozialistische Sowjetrepublik angeschlossen. Von 1991 bis 2014 war Alupka Teil der unabhängigen Ukraine.
Seit dem international nicht anerkannten Anschluss der Halbinsel Krim an Russland im März 2014 gehört Alupka de facto zum Föderationssubjekt Südrussland der Russischen Föderation. De jure nach Angaben der administrativ-territorialen Teilung der Ukraine ist Alupka Teil der Autonomen Republik Krim, die zu den durch Russland besetzten Gebieten gehört.

## Woronzow-Palast
Von 1828 bis 1846 ließ der Fürst Michail Woronzow, Generalgouverneur von Neurussland, sich den Woronzow-Palast als seine Residenz erbauen. Architekt und Planer der romantischen Schlossanlage war der Engländer Edward Blore, der einer der Architekten des Buckingham Palace in London war. Realisiert wurde der Bau von dem englischen Architekten William Gunt. Während das Schloss von der Meeresseite (Südansicht) her im maurischen Baustil gebaut wurde, hat es von der Bergseite her (Nordansicht) einen englischen neu-gotischen Baustil. Das Schloss ist von einem riesigen Englischen Landschaftspark umgeben, der vom deutschen Landschaftsarchitekten Karl Kebach realisiert wurde. Das Anlegen des Parks dauerte mehrere Jahrzehnte, da die klimatischen Bedingungen und der steinige Boden die Arbeit erschwerten. Während der Jaltakonferenz im Jahre 1945 lebte Winston Churchill auf dem Schloss. Eine Anekdote besagt, dass Churchill einen der vier weißen Löwen der Treppe des Südportals des Schlosses kaufen wollte, aber Josef Stalin dies strikt ablehnte.

## Der Berg Aj-Petri
Alupka liegt am Südhang des 1234 m hohen Berges Aj-Petri (ukrainisch und russisch Ай Петри, auf Deutsch ‚heiliger Petrus‘), der Teil des Krimgebirges ist. Der Berg verdankt sein bizarres Aussehen seiner Entstehung als Korallenriff im Jurameer vor etwa 180 Millionen Jahren, das mit dem gesamten Krimgebirge angehoben wurde.
Seit 1987 führt eine drei Kilometer lange Luftseilbahn von Mischor aus auf den Berg, von der man eine wunderbare Aussicht auf die Südküste der Krim und das Schwarze Meer hat. Im Sommer kann man auf dem Berg Wandern und Fahrradfahren, im Winter Skifahren.

## Söhne und Töchter der Stadt
- Jewgeni Aldonin (* 1980), russischer Fußballspieler
- Wiktor Sosnora (1936–2019), russischer Lyriker, Schriftsteller und Dramatiker
- Amet-Chan Sultan (1920–1971), sowjetischer Testpilot

## Die Stadt als Namensgeber
- Der 1977 entdeckte Asteroid (2508) Alupka trägt seit 1984 den Namen der Stadt.[4][5]

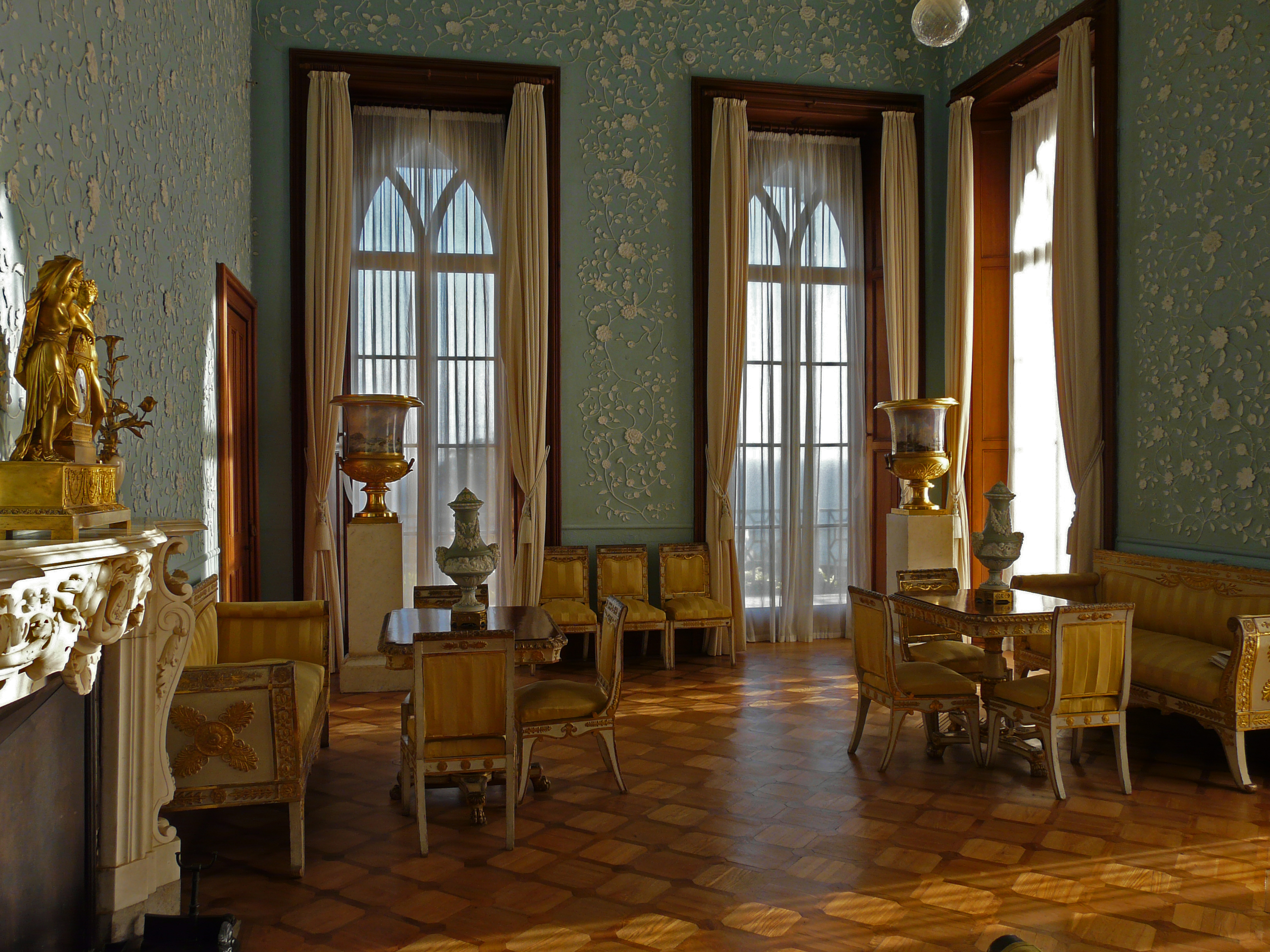
Alupka: Ein Raum des Woronzow-Schlosses
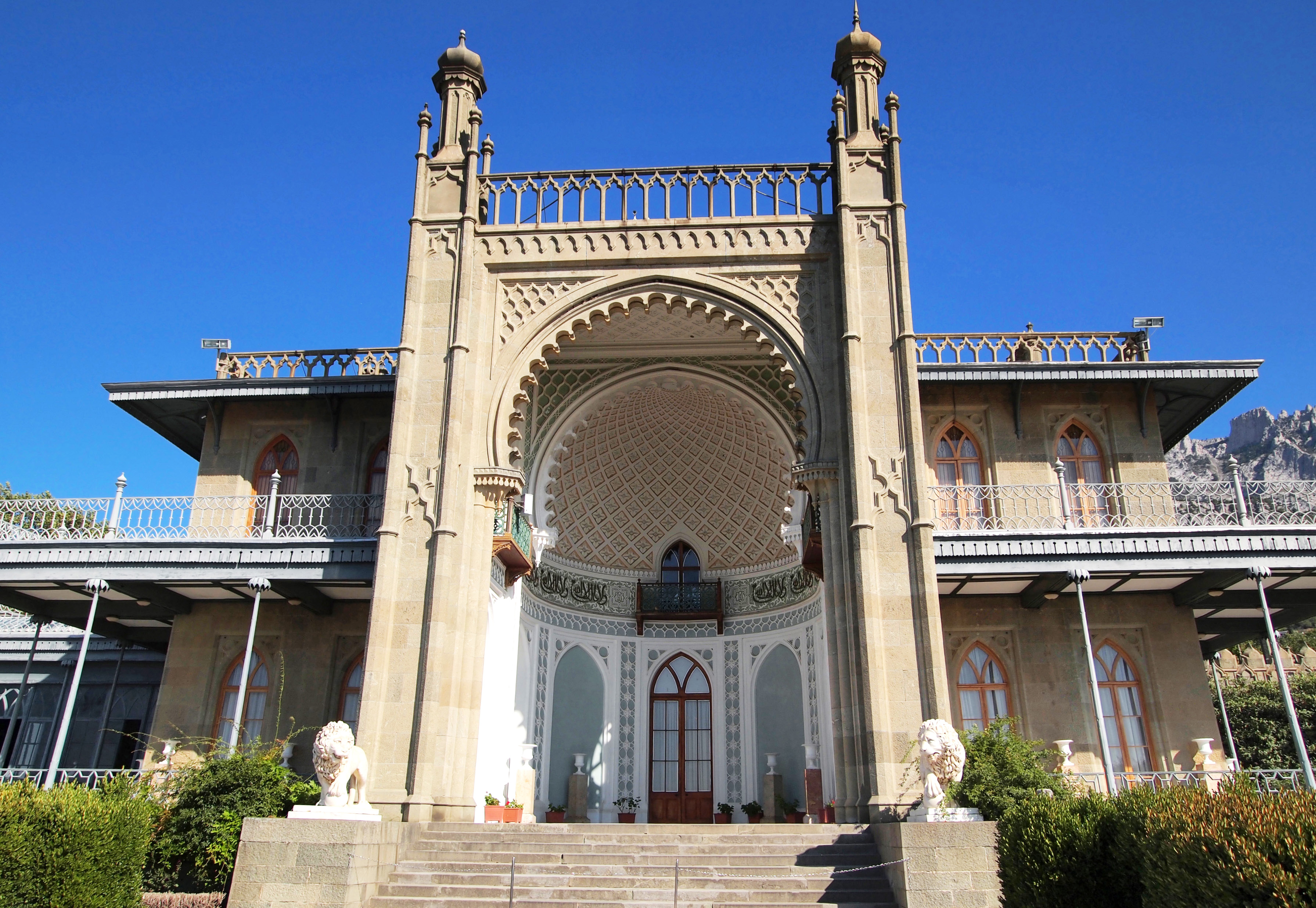
Alupka: Südansicht des Woronzow-Schlosses
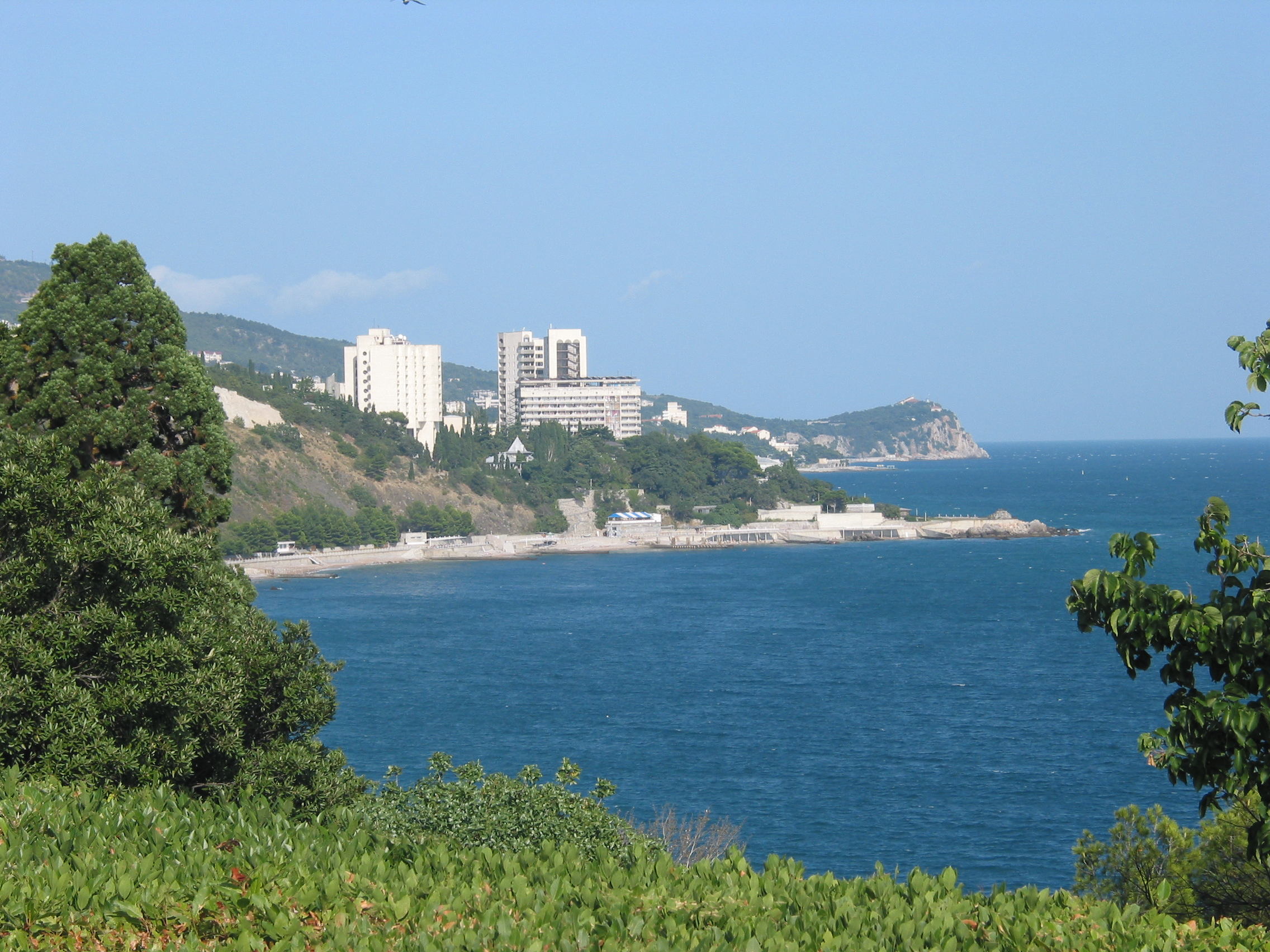
Alupka: Küste
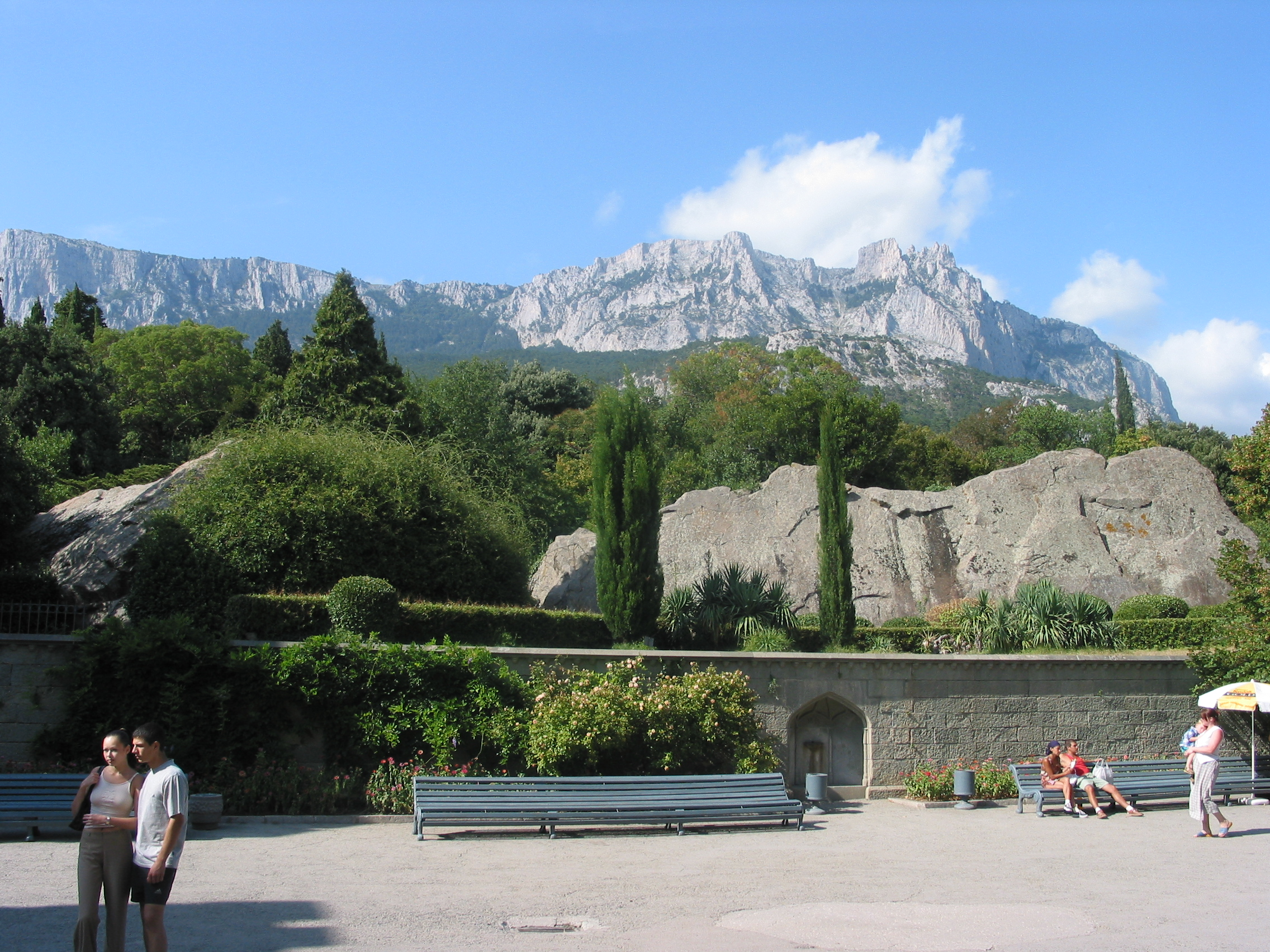
Berg Aj-Petri und Schlosspark